# 旧名古屋控訴院地方裁判所区裁判所庁舎
旧名古屋控訴院地方裁判所区裁判所庁舎（きゅうなごやこうそいんちほうさいばんしょくさいばんしょちょうしゃ）は、愛知県名古屋市東区所在の建物。重要文化財。入居する名古屋市市政資料館によって保存・公開されている。

## 概要
煉瓦・鉄筋コンクリート造で、ネオ・バロック様式を基調とする3階建ての洋風建築。
1922年に名古屋控訴院、名古屋地方裁判所および名古屋区裁判所を1つの合同庁舎（名古屋控訴院地方裁判所区裁判所庁舎）にまとめるために建設され、戦後も、名古屋高等・地方・簡易裁判所庁舎として利用され、長らく中部地方における司法の中心であった。1979年の裁判所移転に伴い取り壊されるところであったところ、保存を望む声を踏まえて、名古屋市により、保存修理等の工事を経て名城公園内の名古屋市市政資料館として利用されるとともに同資料館により保存・公開されることとなった。1984年5月には、本建物（玄関、中央階段室および三階会議室以外の内装を除く。）が国の重要文化財に指定されている。
所有者は国。日本全国に8つ建設された控訴院のうち、庁舎が現存するのは名古屋控訴院（本建物）と札幌控訴院（札幌市資料館）のみである。

## 様式・構造
3階建の洋風建築で、玄関ポーチおよび正面中央の塔屋を有する。赤い煉瓦と白い花崗岩の外壁、緑色の上屋銅板、屋根の黒いスレートが組み合わさった荘重で華やかなネオ・バロック様式を基調とする官庁建築。内部の意匠は基本的には簡素であるものの、2階と3階を吹抜けとした中央階段室はステンドグラスの窓や漆喰塗り・マーブル塗りによる仕上げが施されており、3階会議室とともに優れた意匠として知られる。構造は煉瓦壁と鉄筋コンクリート造の梁や床を組み合わせたもの。煉瓦造としては最末期の大規模近代建築であり、日本の近代建築における大正末期の建築物の特徴を忠実に備えている。

## 沿革
本建物の沿革は概ね以下のとおり。
- 1918年4月：着工。
- 1922年9月：竣工。「名古屋控訴院地方裁判所区裁判所庁舎」に。
- 1947年5月：裁判所法施行に伴い、名古屋高等・地方・簡易裁判所庁舎に。
- 1959年9月：伊勢湾台風により大きな被害。修理の際、屋根は銅板葺きに。
- 1976年12月：名古屋高等裁判所および名古屋地方裁判所、名古屋簡易裁判所の移転に伴い本建物を取り壊す計画に対し、本建物の保存を望む声が起こる。
- 1977年10月：名古屋市、本建物の保存方法等について検討開始。
- 1978年12月：文化庁、本建物の保存について現地調査。
- 1979年3月：名古屋高等裁判所および名古屋地方裁判所名古屋市中区三の丸一丁目へ移転。「旧名古屋高等・地方裁判所庁舎」と呼ばれるように。
- 1980年10月：名古屋市、本建物の利用について検討させるため、「旧名古屋高等・地方裁判所庁舎利用計画検討会」を設置。
- 1981年3月：同検討会、名古屋の政治・経済・文化に関する文献など、資料の収集、保存、展示及び市民の文化活動の場を提供する施設とすることが望ましい旨を答申。
- 1982年6月：名古屋市、本建物を資料館として利用するための具体的な方策を検討させるため、「資料館計画検討委員会」を設置。
- 1982年11月：同委員会、本建物を文化遺産として保存、公開する部分と再利用する部分とに分けるなどの具体的計画を報告。
- 1984年1月：名古屋市、文部大臣に本建物につき重要文化財指定を申請。
- 1984年3月：名古屋市、東海財務局との間で本建物を対象とする国有財産無償貸付契約を締結。
- 1984年5月：文部大臣、本建物を「旧名古屋控訴院地方裁判所区裁判所庁舎」の名称で文化財保護法27条1項による国の重要文化財に指定。名古屋市、「名古屋市資料館（仮称）整備計画」を決定。
- 1984年8月：文化庁長官、文化財保護法32条の2第1項の規定により、名古屋市を本建物の管理団体に指定。
- 1984年10月：本建物の重要文化財としての保存修理実施設計の調査、設計図書の作成のため調査工事を実施。
- 1984年12月：名古屋市、改修方針を検討のうえ具体的な改修工事の方法を審議させるため、「名古屋市資料館（重要文化財旧名古屋控訴院地方裁判所区裁判所庁舎）改修委員会」を設置。
- 1985年4月：再利用のための一般改修工事実施設計開始
- 1985年12月：解体・危険防止のため、保存修理第一期工事開始
- 1986年6月：保存修理第一期工事終了。
- 1986年1月：名古屋市、文化庁長官に重要文化財旧名古屋控訴院地方裁判所区裁判所庁舎の現状変更許可を申請。
- 1986年3月：文化庁長官、文化財保護法43条1項の規定により現状変更許可
- 1986年7月：保存修理第二期工事開始。
- 1987年1月：名古屋市、常設展示計画案を検討させるため「展示企画懇談会」を設置。
- 1987年6月：同懇談会、名古屋市資料館常設展示計画案を答申。
- 1987年9月：名古屋市、常設展示基本計画決定。
- 1985年6月：名古屋市、常設展示実施設計に必要な事項の調査研究を行わせるため、「名古屋市資料館展示企画委員」を設置。
- 1989年4月：名古屋市、名古屋市市政資料館条例を公布。
- 1989年10月：同条例施行により、名古屋市市政資料館設置。
- 1989年6月：保存修理第二期工事終了。常設展示製作開始。
- 1989年9月：常設展示製作終了。
- 1989年10月：名古屋市市政資料館開館。
- 1991年11月：国有財産の所管の東海財務局から文化庁への移転予定を踏まえ、文化庁長官に土地等の国有財産使用許可を申請。
- 1992年3月：国有財産の所管の東海財務局から文化庁への移転に伴い、国有財産法18条3項および19条の規定による国有財産使用許可。

## 1918年から1922年の建設工事の概要
設計監督は当時の司法省営繕課が行い、司法技師の山下啓次郎（工事計画総推主任）と金刺森太郎（設計監督工事主任）が主任として工事を担当した。

## 1985年から1989年の保存修理等の工事の概要
1985年12月から1989年6月にかけて行われた工事の概要は以下のとおりである。
- 保存修理工事
  - 構造補強工事（概要）
    - 3階煉瓦頂部：H型鋼を廻す。
    - 中央階段室背面煉瓦壁など：垂直・水平・斜め方向に鉄筋を入れエポキシ樹脂を注入し壁自体の強度を高める。
    - 階段室外部の東・西露台：ヴォールト天井を支え小屋組の崩壊を防ぐための控壁を新設。
    - 中央階段室2階の独立煉瓦造柱：柱内部に鋼管を入れて耐震補強。
    - 木造小屋組：重ね梁や継ぎ手のボルトにより補強。

  - 復原修理工事（概要）
    - 屋根：昭和34年の伊勢湾台風により大きな被害を受け銅板葺きに変えられていたが、創建当時の天然スレート葺きに復原し、中央塔屋の銅板は全て葺き替え。
    - 外観：建物西側入口の庇、窓回りの復原、北側別館との渡り廊下・東中庭の渡り廊下の一部を復原し、タイル・人造石塗り・石貼り・磨き煉瓦などを修理。
    - 3階会議室（重要文化財の内装指定）：天井・壁の漆喰塗り、腰壁の羽目板、シャンデリアを修理するとともに、天井・壁の貼紙、じゅうたん、カーテン設備を復原。
    - 中央階段室：天井・壁の漆喰塗り、腰回り・床のリグノイド塗、天井・壁のステンドグラスをそれぞれ修理し、鉄製手摺格子、階段室回りの柱上部のマーブル塗りを復原。
    - 以上のほか、増築された室を撤去、煉瓦壁・鉄筋コンクリート造り床の亀裂を樹脂注入などにより補修、避雷設備および自動火災報知設備を設置。

- 市政資料館としての利用のための工事（概要）
  - 内装工事
  - 空調設備・電気設備の改修
  - 屋内消火栓設備・エレベーター設備の新設

## 本建物の現状
本建物は、現在、名古屋市の公文書館の役割を果たす名古屋市市政資料館として利用されており、その現状は概ね以下のとおりである。展示内容等については、名古屋市市政資料館を参照。
- 1階

資料保管の場としての書庫および収蔵庫、館運営のための電気室および機械室が配置されているほか、留置場1室と便所1室が復原されている。
- 2階

名古屋市の公文書館として、閲覧室、ビデオ・マイクロリーダー室、資料整理室などが配置されているほか、市民利用施設としての集会室、喫茶室、その他事務室、警備員室、資料研究室などが配置。
- 3階

常設展示室と市民利用施設としての展示室。前者においては、建物展示、市政展示および司法展示がなされている。